# Tord Sandström
Tord Carl Johan Sandström, född den 29 mars 1894 i Söderhamn, död den 16 november 1968 i Karlstad, var en svensk jurist. Han var son till Carl Sandström.
Sandström avlade studentexamen i Uppsala 1912 och juris kandidatexamen vid Uppsala universitet 1917. Han blev vice häradshövding knuten till Svea hovrätt 1924 och biträdande domare i Uppsala läns södra domsaga 1926. Sandström var tillförordnad häradshövding i Kalix domsaga 1929–1932 samt ordinarie häradshövding i Gällivare domsaga 1932–1942 och i Mellansysslets domsaga 1943–1961. Han var krigsdomare vid Värmlands regemente 1944–1948 och auditör där 1949–1961. Sandström blev riddare av Nordstjärneorden 1938 och kommendör av andra klassen av samma orden 1950. Han vilar på Ruds kyrkogård i Karlstad.